# Wijken en buurten in Wormerland
De Nederlandse gemeente Wormerland is voor statistische doeleinden onderverdeeld in wijken en buurten. De gemeente is verdeeld in de volgende statistische wijken:
- Wijk 00 Wormer (CBS-wijkcode:088000)
- Wijk 01 Wijdewormer (CBS-wijkcode:088001)
- Wijk 02 Jisp (CBS-wijkcode:088002)

Een statistische wijk kan bestaan uit meerdere buurten. Onderstaande tabel geeft de buurtindeling met kentallen volgens het Centraal Bureau voor de Statistiek (2008):
| CBS-buurtcode | Buurtnaam                                        | Inwonertal | Opp. totaal (ha) | Opp. land (ha) | Ligging                |
| ------------- | ------------------------------------------------ | ---------- | ---------------- | -------------- | ---------------------- |
| BU08800000    | Oosteinde                                        | 1140       | 543              | 424            | Locatie in de gemeente |
| BU08800001    | Westeinde                                        | 3910       | 130              | 113            | Locatie in de gemeente |
| BU08800002    | Oostknollendam                                   | 580        | 594              | 367            | Locatie in de gemeente |
| BU08800003    | Molenbuurt                                       | 2900       | 60               | 56             | Locatie in de gemeente |
| BU08800004    | Plaszoom                                         | 3720       | 92               | 68             | Locatie in de gemeente |
| BU08800005    | Middentil                                        | 840        | 9                | 9              | Locatie in de gemeente |
| BU08800009    | Verspreide huizen in de polder Engewormer        | 70         | 178              | 171            | Locatie in de gemeente |
| BU08800100    | Neck (gedeeltelijk)                              | 1040       | 54               | 53             | Locatie in de gemeente |
| BU08800108    | Verspreide huizen ten zuiden van De Middentocht  | 330        | 788              | 778            | Locatie in de gemeente |
| BU08800109    | Verspreide huizen ten noorden van De Middentocht | 240        | 826              | 804            | Locatie in de gemeente |
| BU08800200    | Jisp                                             | 460        | 192              | 128            | Locatie in de gemeente |
| BU08800201    | Uitbreiding-Jisp                                 | 300        | 46               | 36             | Locatie in de gemeente |
| BU08800208    | Spijkerboor                                      | 40         | 57               | 54             | Locatie in de gemeente |
| BU08800209    | Verspreide huizen Kanaal- en Oudelandsdijk       | 330        | 943              | 816            | Locatie in de gemeente |